# Muscolo sottoscapolare

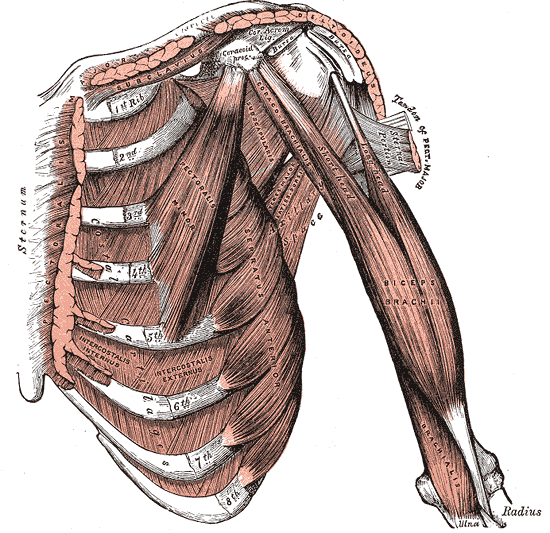
Le articolazioni del braccio e dells spalla; è visibile il muscolo sottoscapolare

Il muscolo sottoscapolare è un muscolo dell'arto superiore che origina dalle creste della fossa sottoscapolare della scapola e va ad inserirsi al tubercolo minore (trochine) dell'omero. Di forma triangolare, partendo dalla faccia costale della scapola passa sotto al processo coracoideo e davanti all'articolazione scapolo-omerale, aderendo alla capsula articolare.
Il muscolo è innervato dai nervi sottoscapolari superiore e inferiore provenienti dal plesso brachiale, ed è irrorato dall'arteria sottoscapolare e dalla cervicale trasversa.

## Azione
Oltre alla funzione stabilizzatrice, il muscolo scapolare serve a compiere movimenti di intrarotazione ed adduzione dell'omero.